# Pseuderanthemum velutinum
Pseuderanthemum velutinum là một loài thực vật có hoa trong họ Ô rô. Loài này được (W. Bull) Guillaumin miêu tả khoa học đầu tiên năm 1926.